# Trạm Thản
Trạm Thản là một xã thuộc huyện Phù Ninh, tỉnh Phú Thọ, Việt Nam.
Xã Trạm Thản có diện tích 11,59 km², dân số năm 1999 là 4.339 người, mật độ dân số đạt 320 người/km².
Trung tâm của xã nằm trên trục quốc lộ 2, với nhiều dịch vụ kinh doanh.
Xã được chia làm 8 khu dân cư.